# 貝內貝拉克

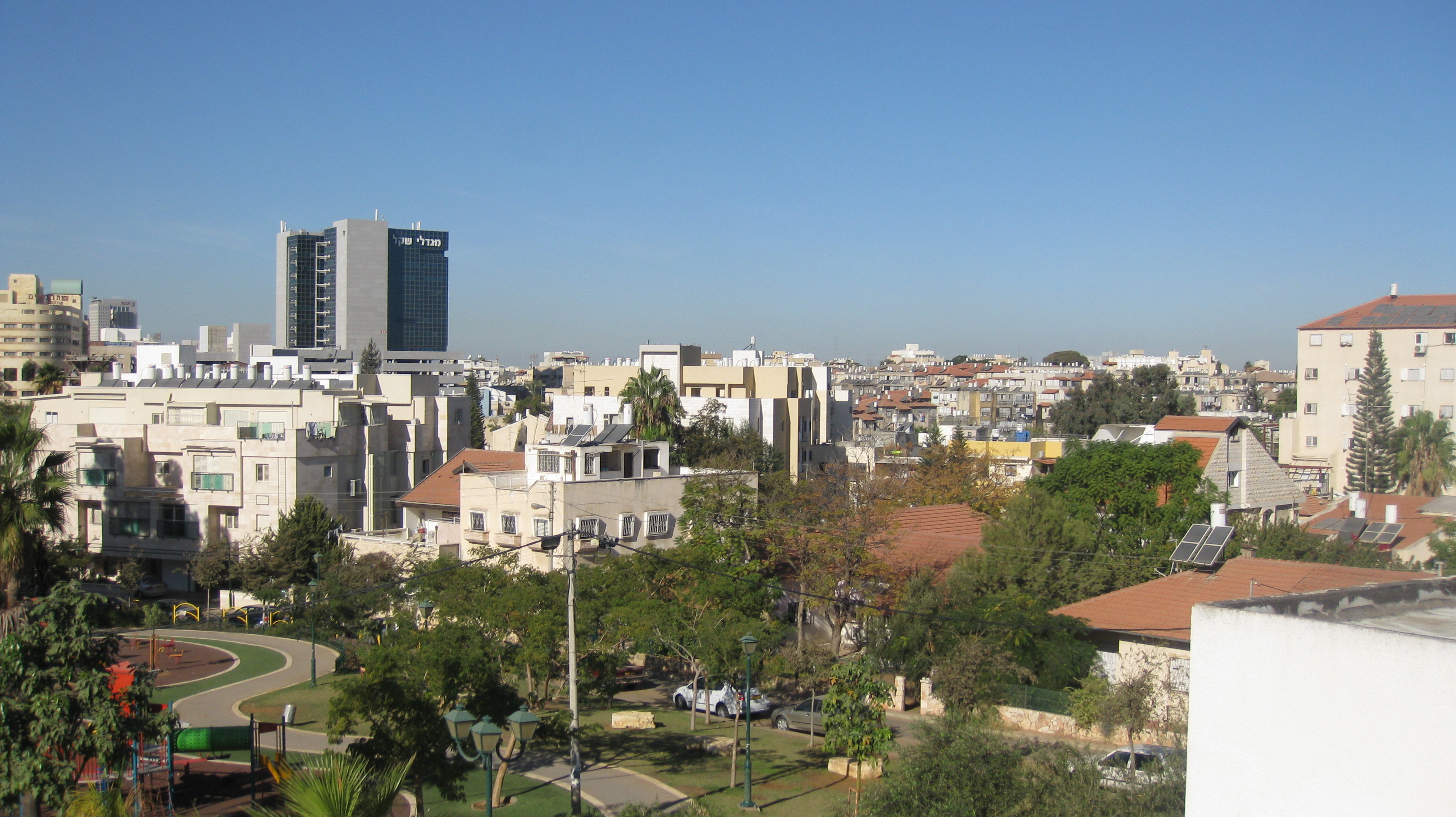

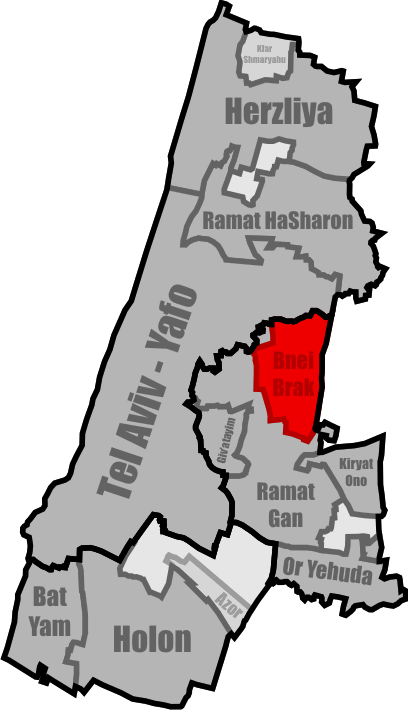

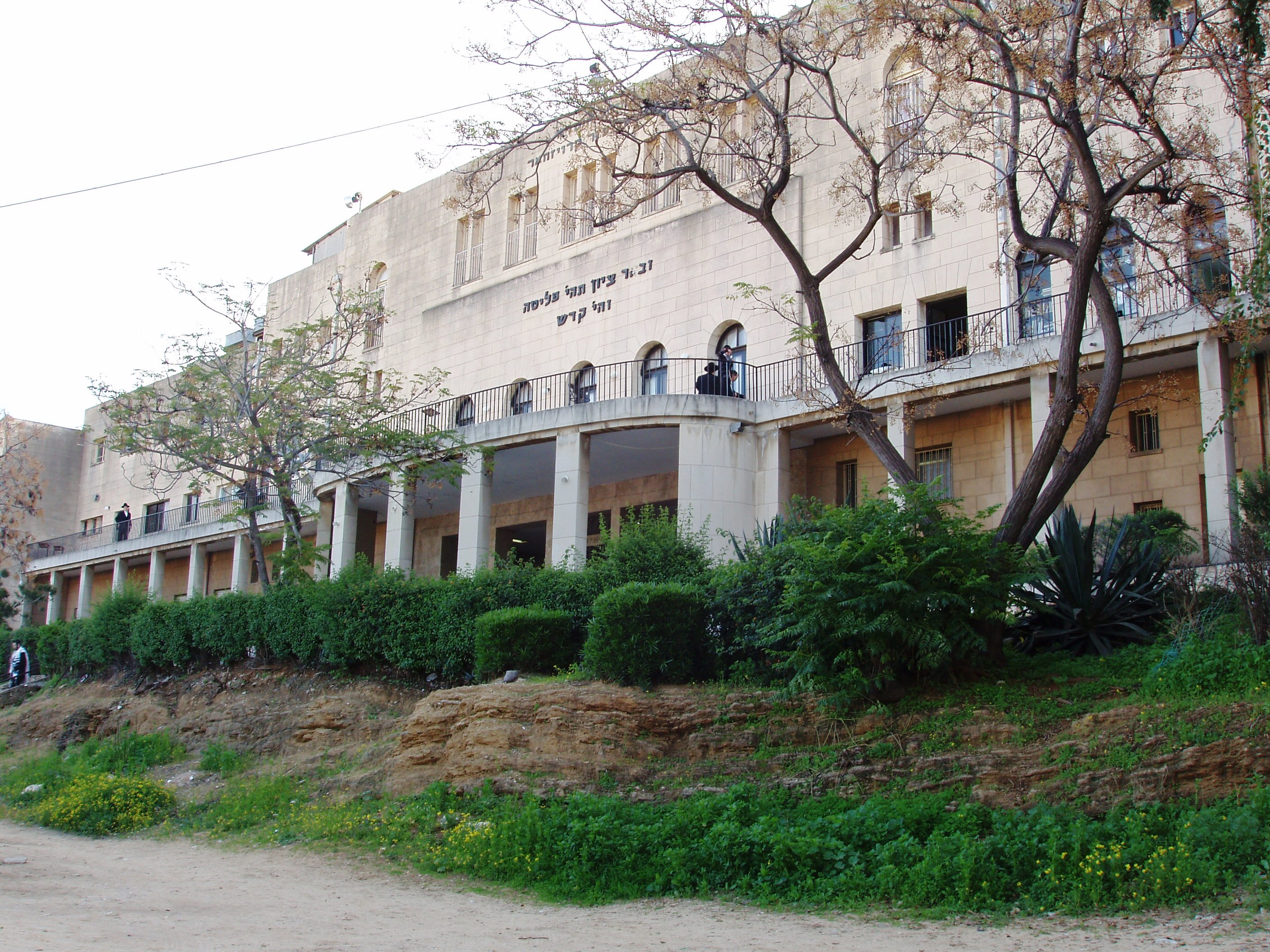

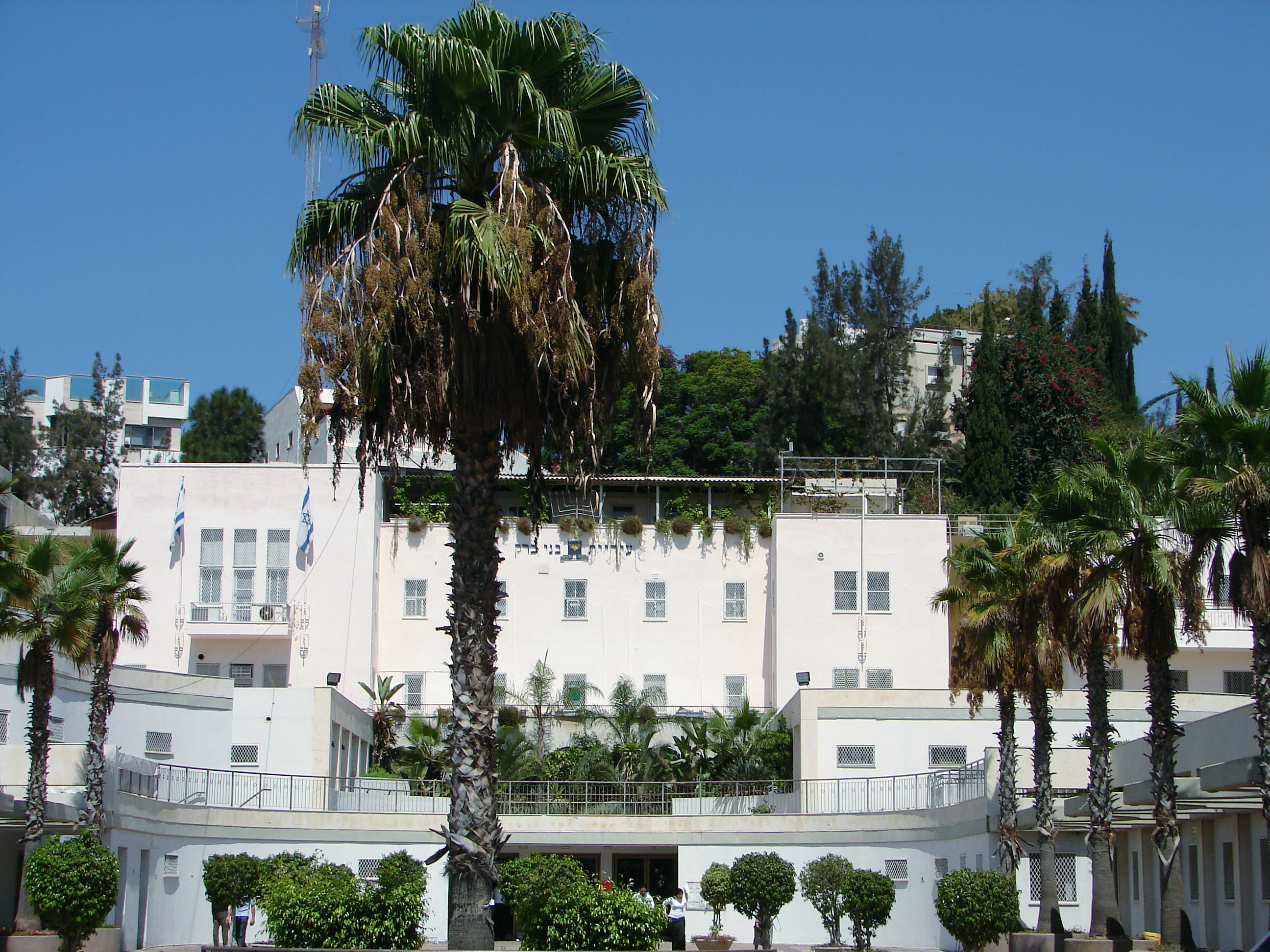

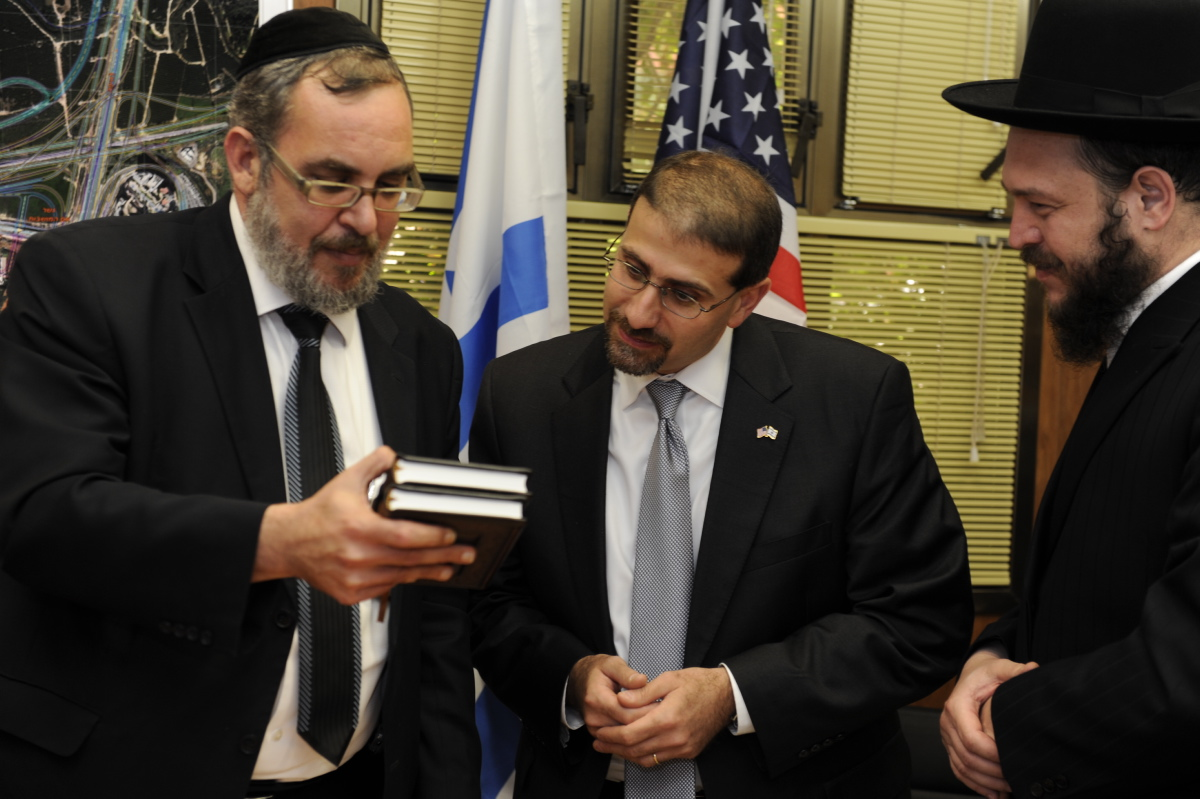

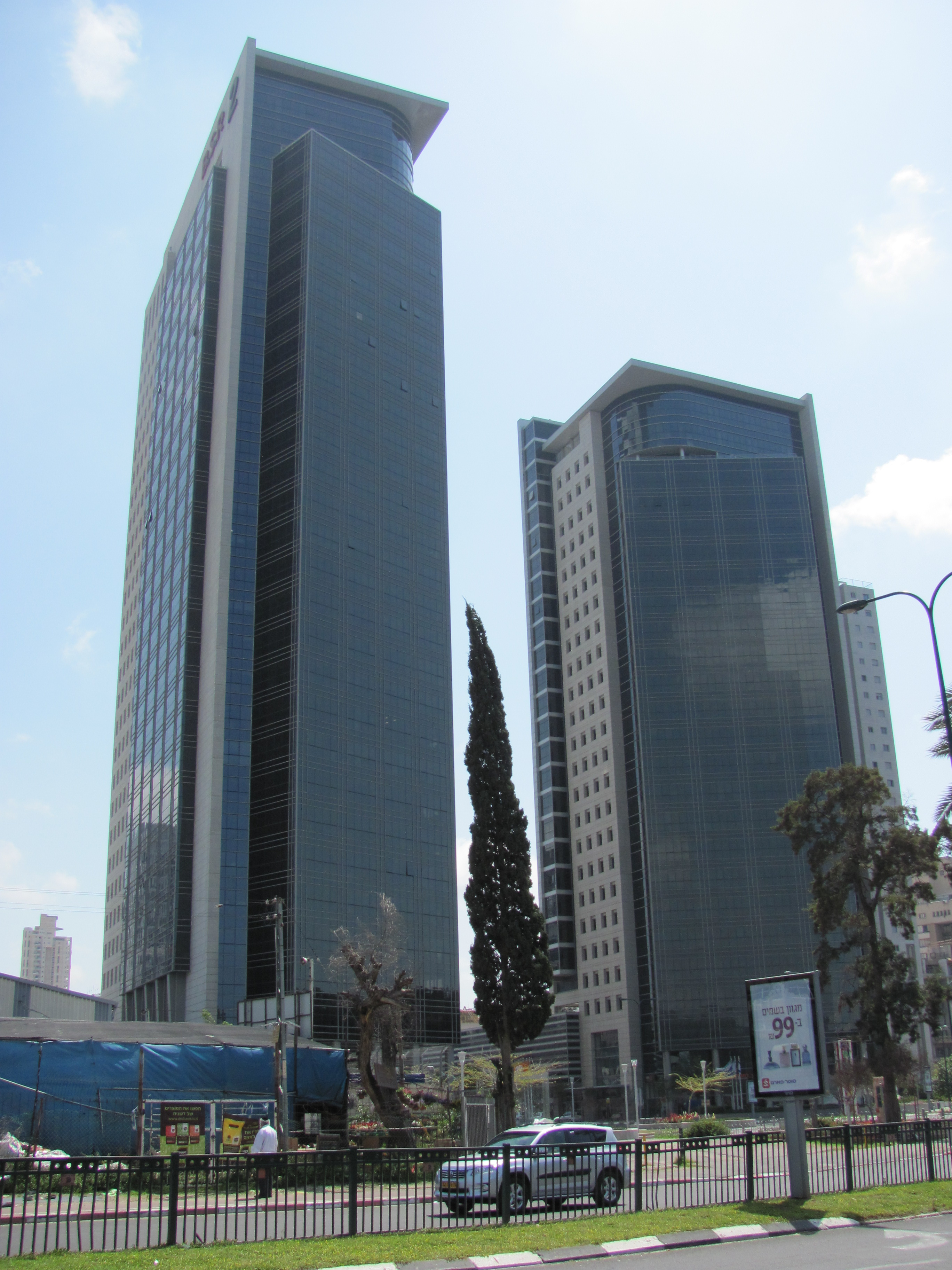

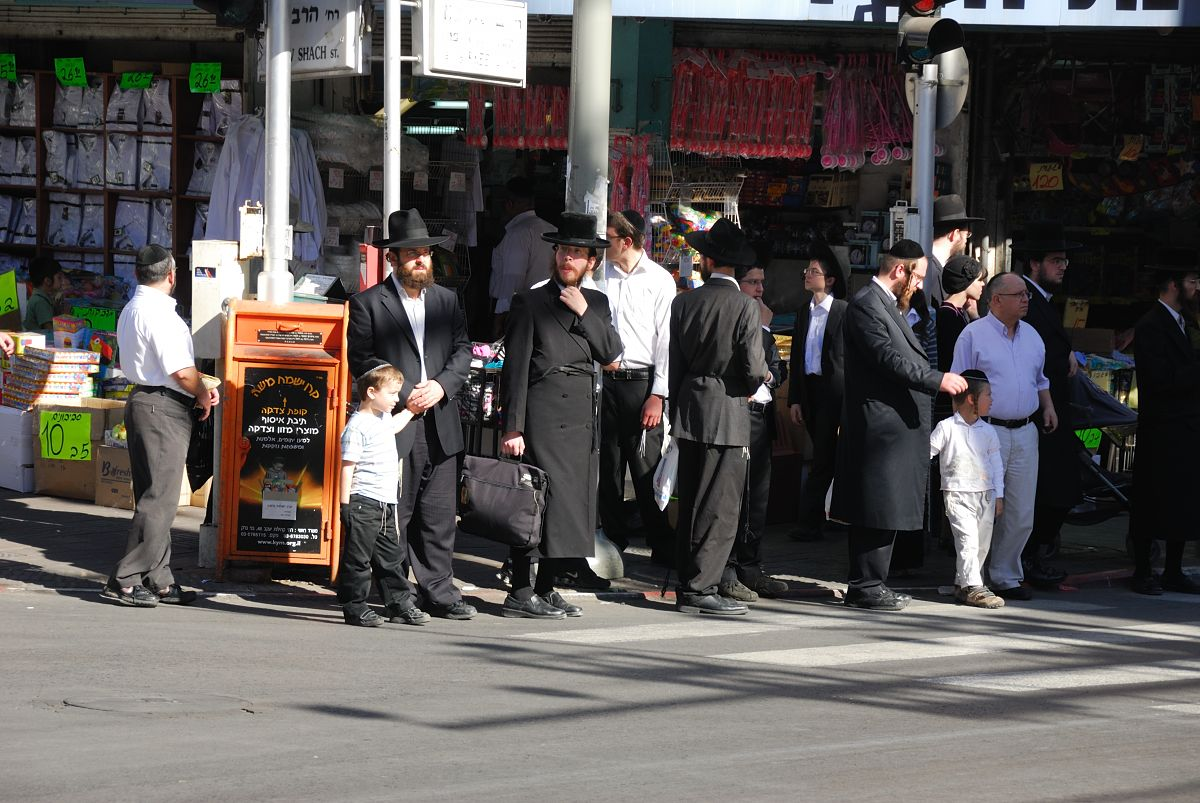

（羅馬化：Bne Braḳ）又譯為伯尼布萊克（大陸），是以色列的城市，位於該國西部，由特拉維夫區負責管轄，始建於1924年，面積7.09平方公里，海拔高度10米，該地區自鐵器時代有人類居住，2019年人口204,639，是以色列其中一個最貧窮及人口最密集的城市。當地自1968年設有可口可樂工廠，是全球第十大的可口可樂設施。